# Заросляк рудолобий

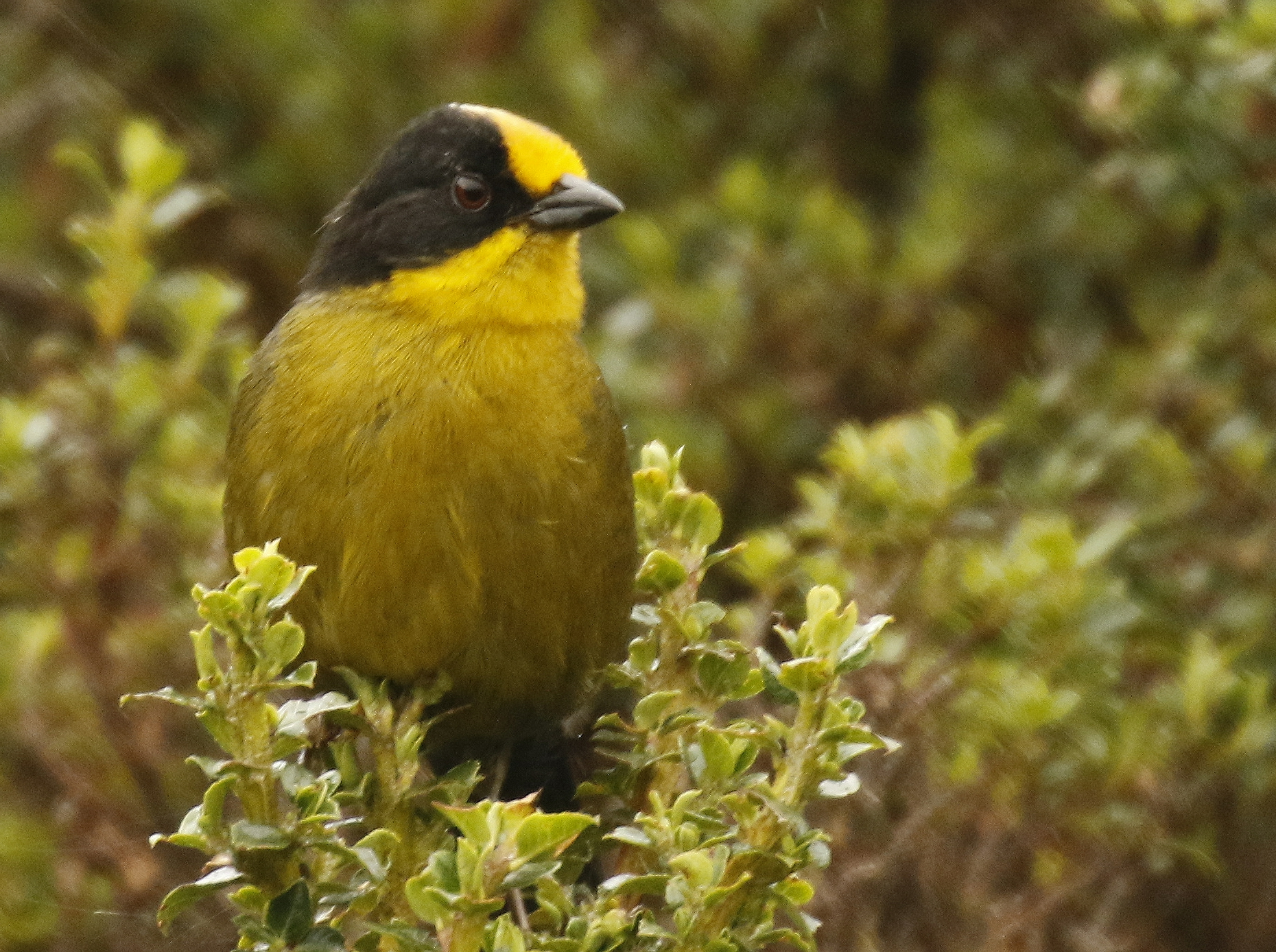
Рудолобий заросляк (Еквадор)

Заросляк рудолобий (Atlapetes pallidinucha) — вид горобцеподібних птахів родини Passerellidae. Мешкає в Колумбії, Венесуелі, Еквадорі та Перу.

## Опис
Довжина птаха становить 18 см. Верхня частина тіла оливково-сіра із зеленуватим відтінком. Скроні і шия чорні, створюючи на обличчі подібність маски. Лобом і тіменем проходить широка смуга, на лобі жовтого або рудого кольору, а ближче до потилиці біла. Горло світло-жовте. Нижня частина тіла жовта з зеленим відтінком, боки, стегна і гузка сіро-оливкові.

## Підвиди
Виділяють два підвиди:
- A. p. pallidinucha (Boissonneau, 1840) — північно-східна Колумбія, північно-західна Венесуела;
- A. p. papallactae Hellmayr, 1913 — центральна Колумбія, Еквадор, північне Перу.

## Поширення і екологія
Рудоголові заросляки поширені від крайнього південного заходу Венесуели до крайнього північного заходу Перу. Вони живуть в гірських тропічних лісах Анд, на висоті від 2800 до 3600 м над рівнем моря.